# Japanse buizerd
De Japanse buizerd (Buteo japonicus) is een roofvogel uit de familie der havikachtigen (Accipitridae).

## Verspreiding en leefgebied
De soort telt vier ondersoorten:
- B. j. japonicus: van centraal en noordoostelijk Azië tot Japan.
- B. j. toyoshimai: Izu-eilanden en Bonin-eilanden (zuidelijk Japan).
- B. j. oshiroi: Daito (zuidelijk Japan).
- B. j. burmanicus Oost-Siberië en Noord-Mongolië tot noordoostelijk China en Noord-Korea.